# 2015–2016-os magyar férfi röplabdabajnokság
A 2015–2016-os magyar férfi röplabdabajnokság a hetvenegyedik magyar röplabdabajnokság volt. A bajnokságban tizenegy csapat indult el, a csapatok két kört játszottak. Az alapszakasz után az 1-8. helyezettek play-off rendszerben játszottak a végső helyezésekért, míg a 9-11. helyezettek az addigi pontjaikat megtartva egymás közt még két kört játszottak.

## Alapszakasz
| #   | Csapat                   | M  | Gy | GyD | VD | V  | Sz+ | Sz- | P  |
| --- | ------------------------ | -- | -- | --- | -- | -- | --- | --- | -- |
| 1.  | Fino Kaposvár SE         | 20 | 19 | 0   | 0  | 1  | 57  | 6   | 57 |
| 2.  | Kecskeméti RC            | 20 | 14 | 3   | 0  | 3  | 54  | 19  | 48 |
| 3.  | Vegyész RC Kazincbarcika | 20 | 14 | 2   | 1  | 3  | 50  | 20  | 47 |
| 4.  | Dági KSE                 | 20 | 13 | 1   | 0  | 6  | 45  | 23  | 41 |
| 5.  | MAFC-BME                 | 20 | 10 | 0   | 2  | 8  | 36  | 32  | 32 |
| 6.  | Dunaferr SE              | 20 | 8  | 0   | 2  | 10 | 31  | 39  | 26 |
| 7.  | Pénzügyőr SE             | 20 | 4  | 4   | 3  | 9  | 32  | 44  | 23 |
| 8.  | Sümegi RE                | 20 | 6  | 1   | 2  | 11 | 31  | 44  | 22 |
| 9.  | Szolnoki Főiskola RK SI  | 20 | 5  | 2   | 2  | 11 | 26  | 46  | 21 |
| 10. | Pécsi TE-PEAC-Andragora  | 20 | 3  | 1   | 2  | 14 | 19  | 52  | 13 |
| 11. | Debreceni EAC            | 20 | 0  | 0   | 0  | 20 | 4   | 60  | 0  |

* M: Mérkőzés Gy: Győzelem GyD: Győzelem döntő szettben VD: Vereség döntő szettben V: Vereség Sz+: Nyert szett Sz-: Vesztett szett P: Pont

## Rájátszás

### 1–8. helyért
Negyeddöntő: Fino Kaposvár SE–Sümegi RE 3:0, 3:0 és Kecskeméti RC–Pénzügyőr SE 3:2, 3:1 és Vegyész RC Kazincbarcika–Dunaferr SE 3:0, 3:2 és Dági KSE–MAFC-BME 3:0, 2:3, 3:2
Elődöntő: Fino Kaposvár SE–Dági KSE 3:0, 3:0, 3:1 és Kecskeméti RC–Vegyész RC Kazincbarcika 3:2, 0:3, 2:3, 0:3
Döntő: Fino Kaposvár SE–Vegyész RC Kazincbarcika 3:0, 3:0, 3:0
3. helyért: Kecskeméti RC–Dági KSE 3:0, 3:2, 3:1
5–8. helyért: MAFC-BME–Sümegi RE 3:1, 1:3, 3:0 és Dunaferr SE–Pénzügyőr SE 2:3, 3:2, 3:1
5. helyért: MAFC-BME–Dunaferr SE 0:3, 1:3
7. helyért: Pénzügyőr SE–Sümegi RE 3:0, 1:3, 3:0

### 9–11. helyért
| #   | Csapat                  | M  | Gy | GyD | VD | V  | Sz+ | Sz- | P  |
| --- | ----------------------- | -- | -- | --- | -- | -- | --- | --- | -- |
| 9.  | Szolnoki Főiskola RK SI | 24 | 7  | 2   | 3  | 12 | 34  | 53  | 28 |
| 10. | Pécsi TE-PEAC-Andragora | 24 | 4  | 3   | 2  | 15 | 29  | 59  | 20 |
| 11. | Debreceni EAC           | 24 | 0  | 1   | 2  | 21 | 11  | 71  | 4  |

* M: Mérkőzés Gy: Győzelem GyD: Győzelem döntő szettben VD: Vereség döntő szettben V: Vereség Sz+: Nyert szett Sz-: Vesztett szett P: Pont